# Furth an der Triesting
Furth an der Triesting osztrák község Alsó-Ausztria Badeni járásában. 2022 januárjában 874 lakosa volt. 

## Elhelyezkedése

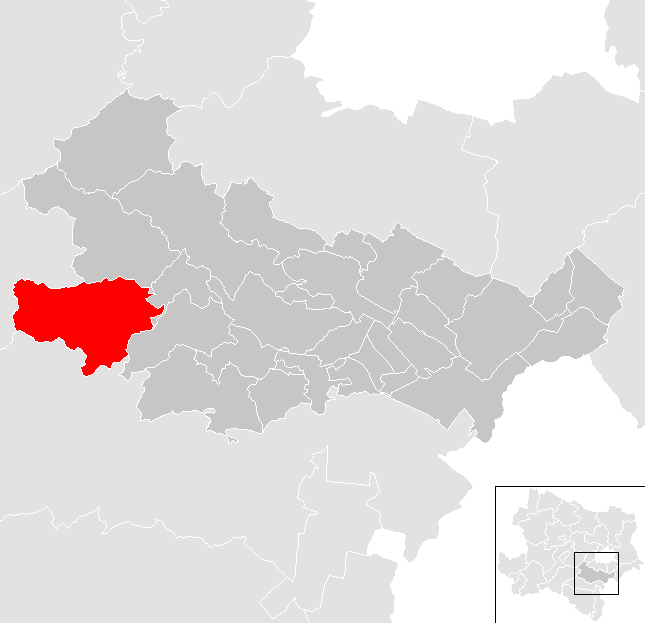
Furth an der Triesting a Badeni járásban

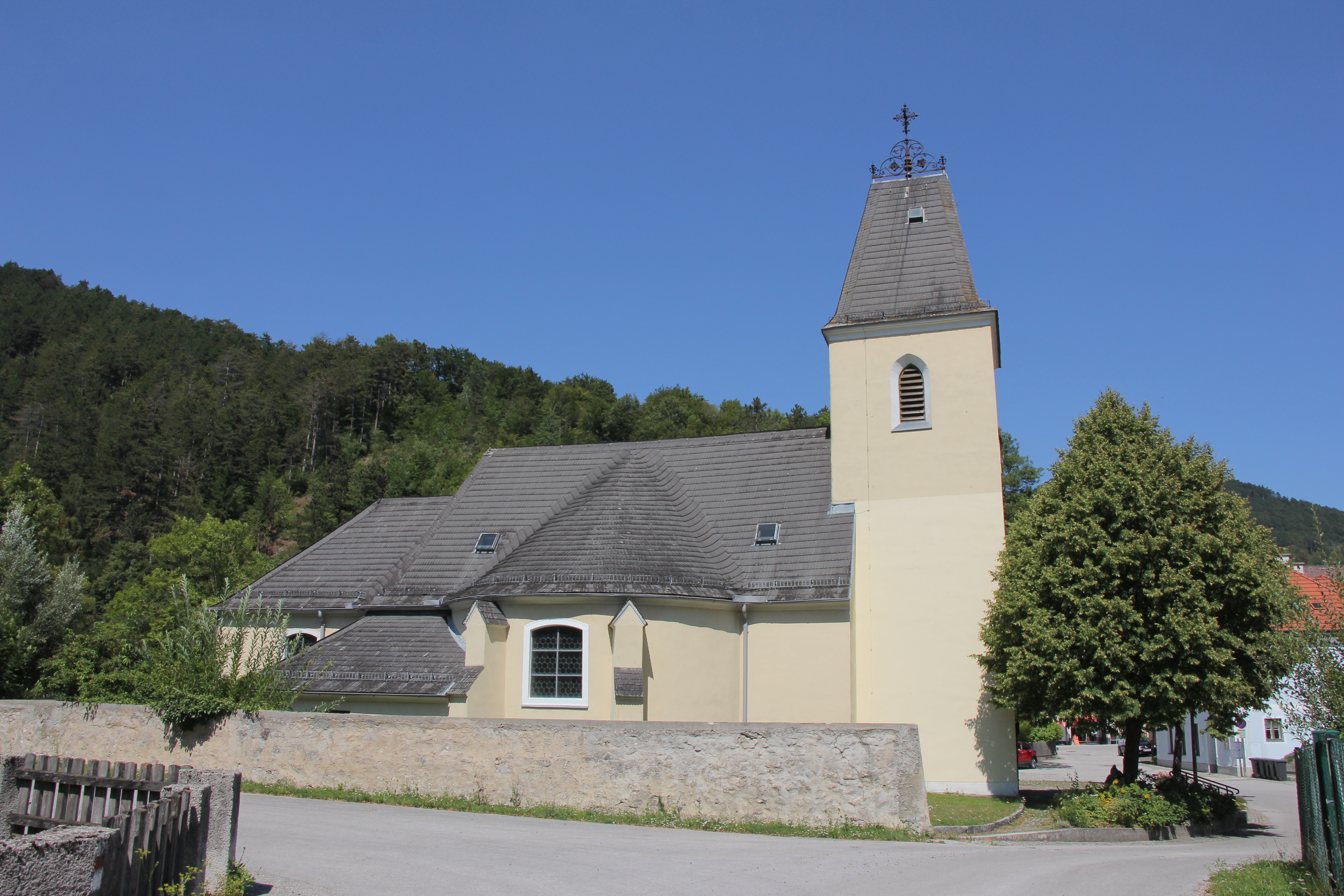
A Mária Magdolna-plébániatemplom

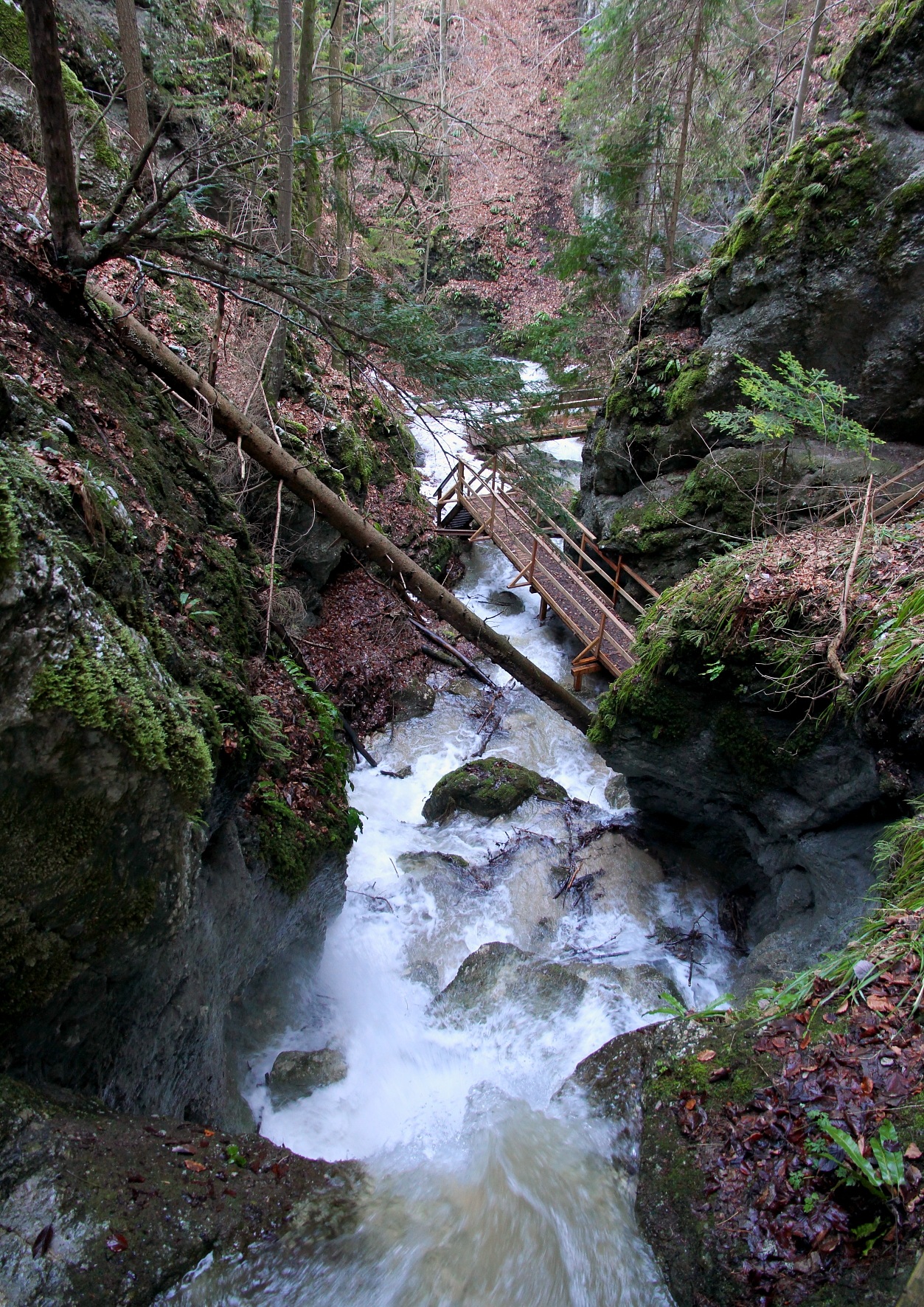
A Steinwandklamm

Furth an der Triesting a tartomány Industrieviertel régiójában fekszik, a Bécsi-erdőben, a Further Bach folyó (a Triesting mellékfolyója) mentén. Legmagasabb pontja az 1106 m-es Kieneck. Területének 85,5%-a erdő, 12,7% áll mezőgazdasági művelés alatt. Az önkormányzat 2021 óta (amikor az addigi kisebb településeket összevonták) egyetlen településből és katasztrális községből áll. 
A környező önkormányzatok: északra Altenmarkt an der Triesting, északkeletre Weissenbach an der Triesting, keletre Pottenstein, délre Muggendorf, nyugatra Ramsau, északnyugatra Kaumberg.

## Története
Az 1938-as címjegyzék szerint akkor három fogadós, két vegyeskereskedő, egy fakereskedő, egy fakanálfaragó, egy molnár, négy fűrészmalom-tulajdonos, egy kovács, egy cipész, egy ács, egy bognár és számos földműves élt a faluban. 

## Lakosság
A Furth an der Triesting-i önkormányzat területén 2022 januárjában 874 fő élt. A lakosságszám 1951 óta 750-880 között ingadozik. 2020-ban az ittlakók 95,9%-a volt osztrák állampolgár; a külföldiek közül 0,7% a régi (2004 előtti), 2,4% az új EU-tagállamokból érkezett. 2001-ben a lakosok 89,4%-a római katolikusnak, 2% evangélikusnak, 1% mohamedánnak, 5,3% pedig felekezeten kívülinek vallotta magát. Ugyanekkor 2 magyar élt a községben; a legnagyobb nemzetiségi csoportot a németek (96,7%) mellett a horvátok alkották 4 fővel.
A népesség változása:

| 2016 | 849 |
| 2018 | 862 |

## Látnivalók
- a Mária Magdolna-plébániatemplom
- a Steinwandklamm szurdoka

## Fordítás
- Ez a szócikk részben vagy egészben  a   Furth an der Triesting című német Wikipédia-szócikk ezen változatának fordításán alapul.  Az eredeti cikk szerkesztőit annak laptörténete sorolja fel. Ez a jelzés csupán a megfogalmazás eredetét és a szerzői jogokat jelzi, nem szolgál a cikkben szereplő információk forrásmegjelöléseként.